# Mediolan-San Remo 2019
110. edycja wyścigu kolarskiego Mediolan-San Remo, która odbyła się 23 marca 2019 roku na trasie o długości 291 km z Mediolanu do San Remo. Wyścig jest częścią UCI World Tour 2019.

## Uczestnicy

### Drużyny
W wyścigu wzięło udział 25 ekip: osiemnaście drużyn należących do UCI WorldTeams i pięć zespołów zaproszonych przez organizatorów z tzw. "dziką kartą", należących do UCI Professional Continental Teams.
| WorldTeams (18)- AG2R La Mondiale - Astana - Bahrain-Merida - Bora-hansgrohe - CCC Team - Deceuninck-Quick Step - Dimension Data - EF Education First - Groupama-FDJ - Team Jumbo-Visma - Katusha-Alpecin - Lotto Soudal - Mitchelton-Scott - Movistar Team - Sky - Team Sunweb - Trek-Segafredo - UAE Team Emirates Professional continental teams (7)- Androni Giocattoli-Sidermec - Bardiani CSF - Cofidis, Solutions Crédits - Direct Énergie - Israel Cycling Academy - Neri Sottoli-Selle Italia-KTM - Team Novo Nordisk |
| |

### Lista startowa
| Bahrain-Merida TBM | Bahrain-Merida TBM          | Bahrain-Merida TBM |
| ------------------ | --------------------------- | ------------------ |
| Nr                 | Kolarz                      | Miejsce            |
| 1                  | Vincenzo Nibali (ITA)       | 8.                 |
| 2                  | Sonny Colbrelli (ITA)       | 43.                |
| 3                  | Heinrich Haussler (AUS)     | 106.               |
| 4                  | Kristijan Koren (SLO)       | 107.               |
| 5                  | Matej Mohorič (SLO) (szosa) | 5.                 |
| 6                  | Marcel Sieberg (GER)        | 116.               |
| 7                  | Dylan Teuns (BEL)           | DNF                |

| AG2R La Mondiale ALM | AG2R La Mondiale ALM    | AG2R La Mondiale ALM |
| -------------------- | ----------------------- | -------------------- |
| Nr                   | Kolarz                  | Miejsce              |
| 11                   | Romain Bardet (FRA)     | 50.                  |
| 12                   | Julien Duval (FRA)      | 151.                 |
| 13                   | Dorian Godon (FRA)      | 92.                  |
| 14                   | Oliver Naesen (BEL)     | 2.                   |
| 15                   | Nans Peters (FRA)       | 129.                 |
| 16                   | Clément Venturini (FRA) | 24.                  |
| 17                   | Larry Warbasse (USA)    | 70.                  |

| Androni Giocattoli-Sidermec ANS | Androni Giocattoli-Sidermec ANS | Androni Giocattoli-Sidermec ANS |
| ------------------------------- | ------------------------------- | ------------------------------- |
| Nr                              | Kolarz                          | Miejsce                         |
| 21                              | Manuel Belletti (ITA)           | 85.                             |
| 22                              | Matteo Busato (ITA)             | 80.                             |
| 23                              | Mattia Cattaneo (ITA)           | 101.                            |
| 24                              | Marco Frapporti (ITA)           | 125.                            |
| 25                              | Francesco Gavazzi (ITA)         | 96.                             |
| 26                              | Fausto Masnada (ITA)            | 126.                            |
| 27                              | Matteo Montaguti (ITA)          | 33.                             |

| Astana AST | Astana AST                | Astana AST |
| ---------- | ------------------------- | ---------- |
| Nr         | Kolarz                    | Miejsce    |
| 31         | Magnus Cort Nielsen (DEN) | 15.        |
| 32         | Davide Ballerini (ITA)    | 19.        |
| 33         | Manuele Boaro (ITA)       | 97.        |
| 34         | Dario Cataldo (ITA)       | 47.        |
| 35         | Laurens De Vreese (BEL)   | 60.        |
| 36         | Jewgienij Gidicz (KAZ)    | 88.        |
| 37         | Jonas Gregaard (DEN)      | 98.        |

| Bardiani CSF BRD | Bardiani CSF BRD         | Bardiani CSF BRD |
| ---------------- | ------------------------ | ---------------- |
| Nr               | Kolarz                   | Miejsce          |
| 41               | Vincenzo Albanese (ITA)  | DNF              |
| 42               | Giovanni Carboni (ITA)   | 90.              |
| 43               | Mirco Maestri (ITA)      | 142.             |
| 44               | Umberto Orsini (ITA)     | 143.             |
| 45               | Alessandro Pessot (ITA)  | 167.             |
| 46               | Lorenzo Rota (ITA)       | DNF              |
| 47               | Alessandro Tonelli (ITA) | 158.             |

| Bora-Hansgrohe BOH | Bora-Hansgrohe BOH        | Bora-Hansgrohe BOH |
| ------------------ | ------------------------- | ------------------ |
| Nr                 | Kolarz                    | Miejsce            |
| 51                 | Peter Sagan (SVK) (szosa) | 4.                 |
| 52                 | Sam Bennett (IRL)         | 28.                |
| 53                 | Maciej Bodnar (POL)       | DNF                |
| 54                 | Marcus Burghardt (GER)    | 64.                |
| 55                 | Jean-Pierre Drucker (LUX) | 30.                |
| 56                 | Oscar Gatto (ITA)         | 104.               |
| 57                 | Daniel Oss (ITA)          | 13.                |

| CCC Team CPT | CCC Team CPT                   | CCC Team CPT |
| ------------ | ------------------------------ | ------------ |
| Nr           | Kolarz                         | Miejsce      |
| 61           | Greg Van Avermaet (BEL)        | 42.          |
| 62           | Alessandro De Marchi (ITA)     | 58.          |
| 63           | Michael Schär (SUI)            | 111.         |
| 64           | Gijs Van Hoecke (BEL)          | 99.          |
| 65           | Nathan Van Hooydonck (BEL)     | DNF          |
| 66           | Guillaume Van Keirsbulck (BEL) | 124.         |
| 67           | Łukasz Wiśniowski (POL)        | 86.          |

| Cofidis, Solutions Crédits COF | Cofidis, Solutions Crédits COF | Cofidis, Solutions Crédits COF |
| ------------------------------ | ------------------------------ | ------------------------------ |
| Nr                             | Kolarz                         | Miejsce                        |
| 71                             | Christophe Laporte (FRA)       | 61.                            |
| 72                             | Nacer Bouhanni (FRA)           | 62.                            |
| 73                             | Julien Simon (FRA)             | 23.                            |
| 74                             | Cyril Lemoine (FRA)            | 75.                            |
| 75                             | Kenneth Vanbilsen (BEL)        | 155.                           |
| 76                             | Bert Van Lerberghe (BEL)       | 153.                           |
| 77                             | Zico Waeytens (BEL)            | 123.                           |

| Deceuninck-Quick Step DQT | Deceuninck-Quick Step DQT   | Deceuninck-Quick Step DQT |
| ------------------------- | --------------------------- | ------------------------- |
| Nr                        | Kolarz                      | Miejsce                   |
| 81                        | Julian Alaphilippe (FRA)    | 1.                        |
| 82                        | Tim Declercq (BEL)          | 152.                      |
| 83                        | Philippe Gilbert (BEL)      | 68.                       |
| 84                        | Yves Lampaert (BEL) (szosa) | 66.                       |
| 85                        | Maximiliano Richeze (ARG)   | 102.                      |
| 86                        | Zdeněk Štybar (CZE)         | 67.                       |
| 87                        | Elia Viviani (ITA) (szosa)  | 65.                       |

| Direct Énergie TDE | Direct Énergie TDE      | Direct Énergie TDE |
| ------------------ | ----------------------- | ------------------ |
| Nr                 | Kolarz                  | Miejsce            |
| 91                 | Niki Terpstra (NED)     | 56.                |
| 92                 | Niccolò Bonifazio (ITA) | 131.               |
| 93                 | Lilian Calmejane (FRA)  | 38.                |
| 94                 | Jérôme Cousin (FRA)     | 130.               |
| 95                 | Fabien Grellier (FRA)   | 159.               |
| 96                 | Paul Ourselin (FRA)     | 156.               |
| 97                 | Anthony Turgis (FRA)    | 41.                |

| EF Education First EF1 | EF Education First EF1    | EF Education First EF1 |
| ---------------------- | ------------------------- | ---------------------- |
| Nr                     | Kolarz                    | Miejsce                |
| 101                    | Simon Clarke (AUS)        | 9.                     |
| 102                    | Julius van den Berg (NED) | 118.                   |
| 103                    | Alberto Bettiol (ITA)     | 36.                    |
| 104                    | Lawson Craddock (USA)     | 44.                    |
| 105                    | Sebastian Langeveld (NED) | 105.                   |
| 106                    | Daniel McLay (GBR)        | 160.                   |
| 107                    | Sacha Modolo (ITA)        | 81.                    |

| Groupama-FDJ GFC | Groupama-FDJ GFC           | Groupama-FDJ GFC |
| ---------------- | -------------------------- | ---------------- |
| Nr               | Kolarz                     | Miejsce          |
| 111              | Arnaud Démare (FRA)        | 32.              |
| 112              | Jacopo Guarnieri (ITA)     | 55.              |
| 113              | Ignatas Konovalovas (LTU)  | 122.             |
| 114              | Stefan Küng (SUI)          | 59.              |
| 115              | Matthieu Ladagnous (FRA)   | 121.             |
| 116              | Olivier Le Gac (FRA)       | 148.             |
| 117              | Anthony Roux (FRA) (szosa) | 89.              |

| Israel Cycling Academy ICA | Israel Cycling Academy ICA    | Israel Cycling Academy ICA |
| -------------------------- | ----------------------------- | -------------------------- |
| Nr                         | Kolarz                        | Miejsce                    |
| 121                        | Krists Neilands (LAT) (szosa) | 35.                        |
| 122                        | Matthias Brändle (AUT)        | 133.                       |
| 123                        | Davide Cimolai (ITA)          | 22.                        |
| 124                        | Conor Dunne (IRL) (szosa)     | 135.                       |
| 125                        | Gaj Sagiw (ISR)               | 136.                       |
| 126                        | Kristian Sbaragli (ITA)       | 69.                        |
| 127                        | Tom Van Asbroeck (BEL)        | 71.                        |

| Lotto-Soudal LTS | Lotto-Soudal LTS         | Lotto-Soudal LTS |
| ---------------- | ------------------------ | ---------------- |
| Nr               | Kolarz                   | Miejsce          |
| 131              | Caleb Ewan (AUS)         | 29.              |
| 132              | Adam Hansen (AUS)        | 168.             |
| 133              | Jens Keukeleire (BEL)    | 53.              |
| 134              | Roger Kluge (GER)        | 117.             |
| 135              | Nikolas Maes (BEL)       | 108.             |
| 136              | Tomasz Marczyński (POL)  | 94.              |
| 137              | Tosh Van der Sande (BEL) | 100.             |

| Mitchelton-Scott MTS | Mitchelton-Scott MTS          | Mitchelton-Scott MTS |
| -------------------- | ----------------------------- | -------------------- |
| Nr                   | Kolarz                        | Miejsce              |
| 141                  | Matteo Trentin (ITA) (szosa)  | 10.                  |
| 142                  | Edoardo Affini (ITA)          | 164.                 |
| 143                  | Michael Hepburn (AUS)         | 166.                 |
| 144                  | Daryl Impey (RSA)             | 119.                 |
| 145                  | Christopher Juul-Jensen (DEN) | 113.                 |
| 146                  | Luka Mezgec (SLO)             | 25.                  |
| 147                  | Robert Stannard (AUS)         | 120.                 |

| Movistar Team MOV | Movistar Team MOV                | Movistar Team MOV |
| ----------------- | -------------------------------- | ----------------- |
| Nr                | Kolarz                           | Miejsce           |
| 151               | Alejandro Valverde (ESP) (szosa) | 7.                |
| 152               | Carlos Barbero (ESP)             | 63.               |
| 153               | Daniele Bennati (ITA)            | 144.              |
| 154               | Carlos Betancur (COL)            | 91.               |
| 155               | Mikel Landa (ESP)                | 147.              |
| 156               | Lluís Mas (ESP)                  | 93.               |
| 157               | Jürgen Roelandts (BEL)           | 149.              |

| Neri Sottoli-Selle Italia-KTM NSK | Neri Sottoli-Selle Italia-KTM NSK | Neri Sottoli-Selle Italia-KTM NSK |
| --------------------------------- | --------------------------------- | --------------------------------- |
| Nr                                | Kolarz                            | Miejsce                           |
| 161                               | Giovanni Visconti (ITA)           | 162.                              |
| 162                               | Liam Bertazzo (ITA)               | DNF                               |
| 163                               | Umberto Marengo (ITA)             | 77.                               |
| 164                               | Luca Pacioni (ITA)                | 127.                              |
| 165                               | Luca Raggio (ITA)                 | 163.                              |
| 166                               | Sebastian Schönberger (AUT)       | 137.                              |
| 167                               | Simone Velasco (ITA)              | 31.                               |

| Dimension Data TDD | Dimension Data TDD                | Dimension Data TDD |
| ------------------ | --------------------------------- | ------------------ |
| Nr                 | Kolarz                            | Miejsce            |
| 171                | Roman Kreuziger (CZE)             | 40.                |
| 172                | Steve Cummings (GBR)              | 57.                |
| 173                | Bernhard Eisel (AUT)              | 128.               |
| 174                | Enrico Gasparotto (ITA)           | 49.                |
| 175                | Reinardt Janse van Rensburg (RSA) | 26.                |
| 176                | Giacomo Nizzolo (ITA)             | 20.                |
| 177                | Tom-Jelte Slagter (NED)           | 51.                |

| Team Jumbo-Visma TJV | Team Jumbo-Visma TJV        | Team Jumbo-Visma TJV |
| -------------------- | --------------------------- | -------------------- |
| Nr                   | Kolarz                      | Miejsce              |
| 181                  | Dylan Groenewegen (NED)     | 78.                  |
| 182                  | Amund Grøndahl Jansen (NOR) | 21.                  |
| 183                  | Taco van der Hoorn (NED)    | 87.                  |
| 184                  | Mike Teunissen (NED)        | 18.                  |
| 185                  | Wout van Aert (BEL)         | 6.                   |
| 186                  | Jos van Emden (NED)         | 39.                  |
| 187                  | Danny van Poppel (NED)      | 95.                  |

| Katusha-Alpecin TKA | Katusha-Alpecin TKA        | Katusha-Alpecin TKA |
| ------------------- | -------------------------- | ------------------- |
| Nr                  | Kolarz                     | Miejsce             |
| 191                 | Enrico Battaglin (ITA)     | 37.                 |
| 192                 | José Gonçalves (POR)       | 76.                 |
| 193                 | Marco Haller (AUT)         | 17.                 |
| 194                 | Reto Hollenstein (SUI)     | 109.                |
| 195                 | Wiaczesław Kuzniecow (RUS) | 74.                 |
| 196                 | Nils Politt (GER)          | 27.                 |
| 197                 | Mads Würtz Schmidt (DEN)   | 132.                |

| Team Novo Nordisk TNN | Team Novo Nordisk TNN | Team Novo Nordisk TNN |
| --------------------- | --------------------- | --------------------- |
| Nr                    | Kolarz                | Miejsce               |
| 201                   | Sam Brand (GBR)       | 157.                  |
| 202                   | Joonas Henttala (FIN) | 139.                  |
| 203                   | Péter Kusztor (HUN)   | 141.                  |
| 204                   | David Lozano (ESP)    | 138.                  |
| 205                   | Andrea Peron (ITA)    | 161.                  |
| 206                   | Charles Planet (FRA)  | 140.                  |
| 207                   | Umberto Poli (ITA)    | 165.                  |

| Team Sky SKY | Team Sky SKY                     | Team Sky SKY |
| ------------ | -------------------------------- | ------------ |
| Nr           | Kolarz                           | Miejsce      |
| 211          | Michał Kwiatkowski (POL) (szosa) | 3.           |
| 212          | Owain Doull (GBR)                | 115.         |
| 213          | Filippo Ganna (ITA)              | 114.         |
| 214          | Tao Geoghegan Hart (GBR)         | 45.          |
| 215          | Michał Gołaś (POL)               | 145.         |
| 216          | Salvatore Puccio (ITA)           | 112.         |
| 217          | Luke Rowe (GBR)                  | 103.         |

| Team Sunweb SUN | Team Sunweb SUN            | Team Sunweb SUN |
| --------------- | -------------------------- | --------------- |
| Nr              | Kolarz                     | Miejsce         |
| 221             | Michael Matthews (AUS)     | 12.             |
| 222             | Roy Curvers (NED)          | 134.            |
| 223             | Tom Dumoulin (NED)         | 11.             |
| 224             | Marc Hirschi (SUI)         | 48.             |
| 225             | Søren Kragh Andersen (DEN) | 52.             |
| 226             | Nicolas Roche (IRL)        | 46.             |
| 227             | Casper Pedersen (DEN)      | DNF             |

| Trek-Segafredo TFS | Trek-Segafredo TFS       | Trek-Segafredo TFS |
| ------------------ | ------------------------ | ------------------ |
| Nr                 | Kolarz                   | Miejsce            |
| 231                | Edward Theuns (BEL)      | 82.                |
| 232                | Gianluca Brambilla (ITA) | 34.                |
| 233                | Koen de Kort (NED)       | 110.               |
| 234                | Markel Irizar (ESP)      | 146.               |
| 235                | Toms Skujiņš (LAT)       | 83.                |
| 236                | Jasper Stuyven (BEL)     | 79.                |
| 237                | John Degenkolb (GER)     | 84.                |

| UAE Team Emirates UAD | UAE Team Emirates UAD    | UAE Team Emirates UAD |
| --------------------- | ------------------------ | --------------------- |
| Nr                    | Kolarz                   | Miejsce               |
| 241                   | Alexander Kristoff (NOR) | 14.                   |
| 242                   | Sven Erik Bystrøm (NOR)  | 54.                   |
| 243                   | Fernando Gaviria (COL)   | 16.                   |
| 244                   | Marco Marcato (ITA)      | 73.                   |
| 245                   | Jasper Philipsen (BEL)   | 150.                  |
| 246                   | Oliviero Troia (ITA)     | 154.                  |
| 247                   | Diego Ulissi (ITA)       | 72.                   |

| Bahrain-Merida TBM | Bahrain-Merida TBM          | Bahrain-Merida TBM |
| ------------------ | --------------------------- | ------------------ |
| Nr                 | Kolarz                      | Miejsce            |
| 1                  | Vincenzo Nibali (ITA)       | 8.                 |
| 2                  | Sonny Colbrelli (ITA)       | 43.                |
| 3                  | Heinrich Haussler (AUS)     | 106.               |
| 4                  | Kristijan Koren (SLO)       | 107.               |
| 5                  | Matej Mohorič (SLO) (szosa) | 5.                 |
| 6                  | Marcel Sieberg (GER)        | 116.               |
| 7                  | Dylan Teuns (BEL)           | DNF                |

| AG2R La Mondiale ALM | AG2R La Mondiale ALM    | AG2R La Mondiale ALM |
| -------------------- | ----------------------- | -------------------- |
| Nr                   | Kolarz                  | Miejsce              |
| 11                   | Romain Bardet (FRA)     | 50.                  |
| 12                   | Julien Duval (FRA)      | 151.                 |
| 13                   | Dorian Godon (FRA)      | 92.                  |
| 14                   | Oliver Naesen (BEL)     | 2.                   |
| 15                   | Nans Peters (FRA)       | 129.                 |
| 16                   | Clément Venturini (FRA) | 24.                  |
| 17                   | Larry Warbasse (USA)    | 70.                  |

| Androni Giocattoli-Sidermec ANS | Androni Giocattoli-Sidermec ANS | Androni Giocattoli-Sidermec ANS |
| ------------------------------- | ------------------------------- | ------------------------------- |
| Nr                              | Kolarz                          | Miejsce                         |
| 21                              | Manuel Belletti (ITA)           | 85.                             |
| 22                              | Matteo Busato (ITA)             | 80.                             |
| 23                              | Mattia Cattaneo (ITA)           | 101.                            |
| 24                              | Marco Frapporti (ITA)           | 125.                            |
| 25                              | Francesco Gavazzi (ITA)         | 96.                             |
| 26                              | Fausto Masnada (ITA)            | 126.                            |
| 27                              | Matteo Montaguti (ITA)          | 33.                             |

| Astana AST | Astana AST                | Astana AST |
| ---------- | ------------------------- | ---------- |
| Nr         | Kolarz                    | Miejsce    |
| 31         | Magnus Cort Nielsen (DEN) | 15.        |
| 32         | Davide Ballerini (ITA)    | 19.        |
| 33         | Manuele Boaro (ITA)       | 97.        |
| 34         | Dario Cataldo (ITA)       | 47.        |
| 35         | Laurens De Vreese (BEL)   | 60.        |
| 36         | Jewgienij Gidicz (KAZ)    | 88.        |
| 37         | Jonas Gregaard (DEN)      | 98.        |

| Bardiani CSF BRD | Bardiani CSF BRD         | Bardiani CSF BRD |
| ---------------- | ------------------------ | ---------------- |
| Nr               | Kolarz                   | Miejsce          |
| 41               | Vincenzo Albanese (ITA)  | DNF              |
| 42               | Giovanni Carboni (ITA)   | 90.              |
| 43               | Mirco Maestri (ITA)      | 142.             |
| 44               | Umberto Orsini (ITA)     | 143.             |
| 45               | Alessandro Pessot (ITA)  | 167.             |
| 46               | Lorenzo Rota (ITA)       | DNF              |
| 47               | Alessandro Tonelli (ITA) | 158.             |

| Bora-Hansgrohe BOH | Bora-Hansgrohe BOH        | Bora-Hansgrohe BOH |
| ------------------ | ------------------------- | ------------------ |
| Nr                 | Kolarz                    | Miejsce            |
| 51                 | Peter Sagan (SVK) (szosa) | 4.                 |
| 52                 | Sam Bennett (IRL)         | 28.                |
| 53                 | Maciej Bodnar (POL)       | DNF                |
| 54                 | Marcus Burghardt (GER)    | 64.                |
| 55                 | Jean-Pierre Drucker (LUX) | 30.                |
| 56                 | Oscar Gatto (ITA)         | 104.               |
| 57                 | Daniel Oss (ITA)          | 13.                |

| CCC Team CPT | CCC Team CPT                   | CCC Team CPT |
| ------------ | ------------------------------ | ------------ |
| Nr           | Kolarz                         | Miejsce      |
| 61           | Greg Van Avermaet (BEL)        | 42.          |
| 62           | Alessandro De Marchi (ITA)     | 58.          |
| 63           | Michael Schär (SUI)            | 111.         |
| 64           | Gijs Van Hoecke (BEL)          | 99.          |
| 65           | Nathan Van Hooydonck (BEL)     | DNF          |
| 66           | Guillaume Van Keirsbulck (BEL) | 124.         |
| 67           | Łukasz Wiśniowski (POL)        | 86.          |

| Cofidis, Solutions Crédits COF | Cofidis, Solutions Crédits COF | Cofidis, Solutions Crédits COF |
| ------------------------------ | ------------------------------ | ------------------------------ |
| Nr                             | Kolarz                         | Miejsce                        |
| 71                             | Christophe Laporte (FRA)       | 61.                            |
| 72                             | Nacer Bouhanni (FRA)           | 62.                            |
| 73                             | Julien Simon (FRA)             | 23.                            |
| 74                             | Cyril Lemoine (FRA)            | 75.                            |
| 75                             | Kenneth Vanbilsen (BEL)        | 155.                           |
| 76                             | Bert Van Lerberghe (BEL)       | 153.                           |
| 77                             | Zico Waeytens (BEL)            | 123.                           |

| Deceuninck-Quick Step DQT | Deceuninck-Quick Step DQT   | Deceuninck-Quick Step DQT |
| ------------------------- | --------------------------- | ------------------------- |
| Nr                        | Kolarz                      | Miejsce                   |
| 81                        | Julian Alaphilippe (FRA)    | 1.                        |
| 82                        | Tim Declercq (BEL)          | 152.                      |
| 83                        | Philippe Gilbert (BEL)      | 68.                       |
| 84                        | Yves Lampaert (BEL) (szosa) | 66.                       |
| 85                        | Maximiliano Richeze (ARG)   | 102.                      |
| 86                        | Zdeněk Štybar (CZE)         | 67.                       |
| 87                        | Elia Viviani (ITA) (szosa)  | 65.                       |

| Direct Énergie TDE | Direct Énergie TDE      | Direct Énergie TDE |
| ------------------ | ----------------------- | ------------------ |
| Nr                 | Kolarz                  | Miejsce            |
| 91                 | Niki Terpstra (NED)     | 56.                |
| 92                 | Niccolò Bonifazio (ITA) | 131.               |
| 93                 | Lilian Calmejane (FRA)  | 38.                |
| 94                 | Jérôme Cousin (FRA)     | 130.               |
| 95                 | Fabien Grellier (FRA)   | 159.               |
| 96                 | Paul Ourselin (FRA)     | 156.               |
| 97                 | Anthony Turgis (FRA)    | 41.                |

| EF Education First EF1 | EF Education First EF1    | EF Education First EF1 |
| ---------------------- | ------------------------- | ---------------------- |
| Nr                     | Kolarz                    | Miejsce                |
| 101                    | Simon Clarke (AUS)        | 9.                     |
| 102                    | Julius van den Berg (NED) | 118.                   |
| 103                    | Alberto Bettiol (ITA)     | 36.                    |
| 104                    | Lawson Craddock (USA)     | 44.                    |
| 105                    | Sebastian Langeveld (NED) | 105.                   |
| 106                    | Daniel McLay (GBR)        | 160.                   |
| 107                    | Sacha Modolo (ITA)        | 81.                    |

| Groupama-FDJ GFC | Groupama-FDJ GFC           | Groupama-FDJ GFC |
| ---------------- | -------------------------- | ---------------- |
| Nr               | Kolarz                     | Miejsce          |
| 111              | Arnaud Démare (FRA)        | 32.              |
| 112              | Jacopo Guarnieri (ITA)     | 55.              |
| 113              | Ignatas Konovalovas (LTU)  | 122.             |
| 114              | Stefan Küng (SUI)          | 59.              |
| 115              | Matthieu Ladagnous (FRA)   | 121.             |
| 116              | Olivier Le Gac (FRA)       | 148.             |
| 117              | Anthony Roux (FRA) (szosa) | 89.              |

| Israel Cycling Academy ICA | Israel Cycling Academy ICA    | Israel Cycling Academy ICA |
| -------------------------- | ----------------------------- | -------------------------- |
| Nr                         | Kolarz                        | Miejsce                    |
| 121                        | Krists Neilands (LAT) (szosa) | 35.                        |
| 122                        | Matthias Brändle (AUT)        | 133.                       |
| 123                        | Davide Cimolai (ITA)          | 22.                        |
| 124                        | Conor Dunne (IRL) (szosa)     | 135.                       |
| 125                        | Gaj Sagiw (ISR)               | 136.                       |
| 126                        | Kristian Sbaragli (ITA)       | 69.                        |
| 127                        | Tom Van Asbroeck (BEL)        | 71.                        |

| Lotto-Soudal LTS | Lotto-Soudal LTS         | Lotto-Soudal LTS |
| ---------------- | ------------------------ | ---------------- |
| Nr               | Kolarz                   | Miejsce          |
| 131              | Caleb Ewan (AUS)         | 29.              |
| 132              | Adam Hansen (AUS)        | 168.             |
| 133              | Jens Keukeleire (BEL)    | 53.              |
| 134              | Roger Kluge (GER)        | 117.             |
| 135              | Nikolas Maes (BEL)       | 108.             |
| 136              | Tomasz Marczyński (POL)  | 94.              |
| 137              | Tosh Van der Sande (BEL) | 100.             |

| Mitchelton-Scott MTS | Mitchelton-Scott MTS          | Mitchelton-Scott MTS |
| -------------------- | ----------------------------- | -------------------- |
| Nr                   | Kolarz                        | Miejsce              |
| 141                  | Matteo Trentin (ITA) (szosa)  | 10.                  |
| 142                  | Edoardo Affini (ITA)          | 164.                 |
| 143                  | Michael Hepburn (AUS)         | 166.                 |
| 144                  | Daryl Impey (RSA)             | 119.                 |
| 145                  | Christopher Juul-Jensen (DEN) | 113.                 |
| 146                  | Luka Mezgec (SLO)             | 25.                  |
| 147                  | Robert Stannard (AUS)         | 120.                 |

| Movistar Team MOV | Movistar Team MOV                | Movistar Team MOV |
| ----------------- | -------------------------------- | ----------------- |
| Nr                | Kolarz                           | Miejsce           |
| 151               | Alejandro Valverde (ESP) (szosa) | 7.                |
| 152               | Carlos Barbero (ESP)             | 63.               |
| 153               | Daniele Bennati (ITA)            | 144.              |
| 154               | Carlos Betancur (COL)            | 91.               |
| 155               | Mikel Landa (ESP)                | 147.              |
| 156               | Lluís Mas (ESP)                  | 93.               |
| 157               | Jürgen Roelandts (BEL)           | 149.              |

| Neri Sottoli-Selle Italia-KTM NSK | Neri Sottoli-Selle Italia-KTM NSK | Neri Sottoli-Selle Italia-KTM NSK |
| --------------------------------- | --------------------------------- | --------------------------------- |
| Nr                                | Kolarz                            | Miejsce                           |
| 161                               | Giovanni Visconti (ITA)           | 162.                              |
| 162                               | Liam Bertazzo (ITA)               | DNF                               |
| 163                               | Umberto Marengo (ITA)             | 77.                               |
| 164                               | Luca Pacioni (ITA)                | 127.                              |
| 165                               | Luca Raggio (ITA)                 | 163.                              |
| 166                               | Sebastian Schönberger (AUT)       | 137.                              |
| 167                               | Simone Velasco (ITA)              | 31.                               |

| Dimension Data TDD | Dimension Data TDD                | Dimension Data TDD |
| ------------------ | --------------------------------- | ------------------ |
| Nr                 | Kolarz                            | Miejsce            |
| 171                | Roman Kreuziger (CZE)             | 40.                |
| 172                | Steve Cummings (GBR)              | 57.                |
| 173                | Bernhard Eisel (AUT)              | 128.               |
| 174                | Enrico Gasparotto (ITA)           | 49.                |
| 175                | Reinardt Janse van Rensburg (RSA) | 26.                |
| 176                | Giacomo Nizzolo (ITA)             | 20.                |
| 177                | Tom-Jelte Slagter (NED)           | 51.                |

| Team Jumbo-Visma TJV | Team Jumbo-Visma TJV        | Team Jumbo-Visma TJV |
| -------------------- | --------------------------- | -------------------- |
| Nr                   | Kolarz                      | Miejsce              |
| 181                  | Dylan Groenewegen (NED)     | 78.                  |
| 182                  | Amund Grøndahl Jansen (NOR) | 21.                  |
| 183                  | Taco van der Hoorn (NED)    | 87.                  |
| 184                  | Mike Teunissen (NED)        | 18.                  |
| 185                  | Wout van Aert (BEL)         | 6.                   |
| 186                  | Jos van Emden (NED)         | 39.                  |
| 187                  | Danny van Poppel (NED)      | 95.                  |

| Katusha-Alpecin TKA | Katusha-Alpecin TKA        | Katusha-Alpecin TKA |
| ------------------- | -------------------------- | ------------------- |
| Nr                  | Kolarz                     | Miejsce             |
| 191                 | Enrico Battaglin (ITA)     | 37.                 |
| 192                 | José Gonçalves (POR)       | 76.                 |
| 193                 | Marco Haller (AUT)         | 17.                 |
| 194                 | Reto Hollenstein (SUI)     | 109.                |
| 195                 | Wiaczesław Kuzniecow (RUS) | 74.                 |
| 196                 | Nils Politt (GER)          | 27.                 |
| 197                 | Mads Würtz Schmidt (DEN)   | 132.                |

| Team Novo Nordisk TNN | Team Novo Nordisk TNN | Team Novo Nordisk TNN |
| --------------------- | --------------------- | --------------------- |
| Nr                    | Kolarz                | Miejsce               |
| 201                   | Sam Brand (GBR)       | 157.                  |
| 202                   | Joonas Henttala (FIN) | 139.                  |
| 203                   | Péter Kusztor (HUN)   | 141.                  |
| 204                   | David Lozano (ESP)    | 138.                  |
| 205                   | Andrea Peron (ITA)    | 161.                  |
| 206                   | Charles Planet (FRA)  | 140.                  |
| 207                   | Umberto Poli (ITA)    | 165.                  |

| Team Sky SKY | Team Sky SKY                     | Team Sky SKY |
| ------------ | -------------------------------- | ------------ |
| Nr           | Kolarz                           | Miejsce      |
| 211          | Michał Kwiatkowski (POL) (szosa) | 3.           |
| 212          | Owain Doull (GBR)                | 115.         |
| 213          | Filippo Ganna (ITA)              | 114.         |
| 214          | Tao Geoghegan Hart (GBR)         | 45.          |
| 215          | Michał Gołaś (POL)               | 145.         |
| 216          | Salvatore Puccio (ITA)           | 112.         |
| 217          | Luke Rowe (GBR)                  | 103.         |

| Team Sunweb SUN | Team Sunweb SUN            | Team Sunweb SUN |
| --------------- | -------------------------- | --------------- |
| Nr              | Kolarz                     | Miejsce         |
| 221             | Michael Matthews (AUS)     | 12.             |
| 222             | Roy Curvers (NED)          | 134.            |
| 223             | Tom Dumoulin (NED)         | 11.             |
| 224             | Marc Hirschi (SUI)         | 48.             |
| 225             | Søren Kragh Andersen (DEN) | 52.             |
| 226             | Nicolas Roche (IRL)        | 46.             |
| 227             | Casper Pedersen (DEN)      | DNF             |

| Trek-Segafredo TFS | Trek-Segafredo TFS       | Trek-Segafredo TFS |
| ------------------ | ------------------------ | ------------------ |
| Nr                 | Kolarz                   | Miejsce            |
| 231                | Edward Theuns (BEL)      | 82.                |
| 232                | Gianluca Brambilla (ITA) | 34.                |
| 233                | Koen de Kort (NED)       | 110.               |
| 234                | Markel Irizar (ESP)      | 146.               |
| 235                | Toms Skujiņš (LAT)       | 83.                |
| 236                | Jasper Stuyven (BEL)     | 79.                |
| 237                | John Degenkolb (GER)     | 84.                |

| UAE Team Emirates UAD | UAE Team Emirates UAD    | UAE Team Emirates UAD |
| --------------------- | ------------------------ | --------------------- |
| Nr                    | Kolarz                   | Miejsce               |
| 241                   | Alexander Kristoff (NOR) | 14.                   |
| 242                   | Sven Erik Bystrøm (NOR)  | 54.                   |
| 243                   | Fernando Gaviria (COL)   | 16.                   |
| 244                   | Marco Marcato (ITA)      | 73.                   |
| 245                   | Jasper Philipsen (BEL)   | 150.                  |
| 246                   | Oliviero Troia (ITA)     | 154.                  |
| 247                   | Diego Ulissi (ITA)       | 72.                   |

## Klasyfikacja generalna

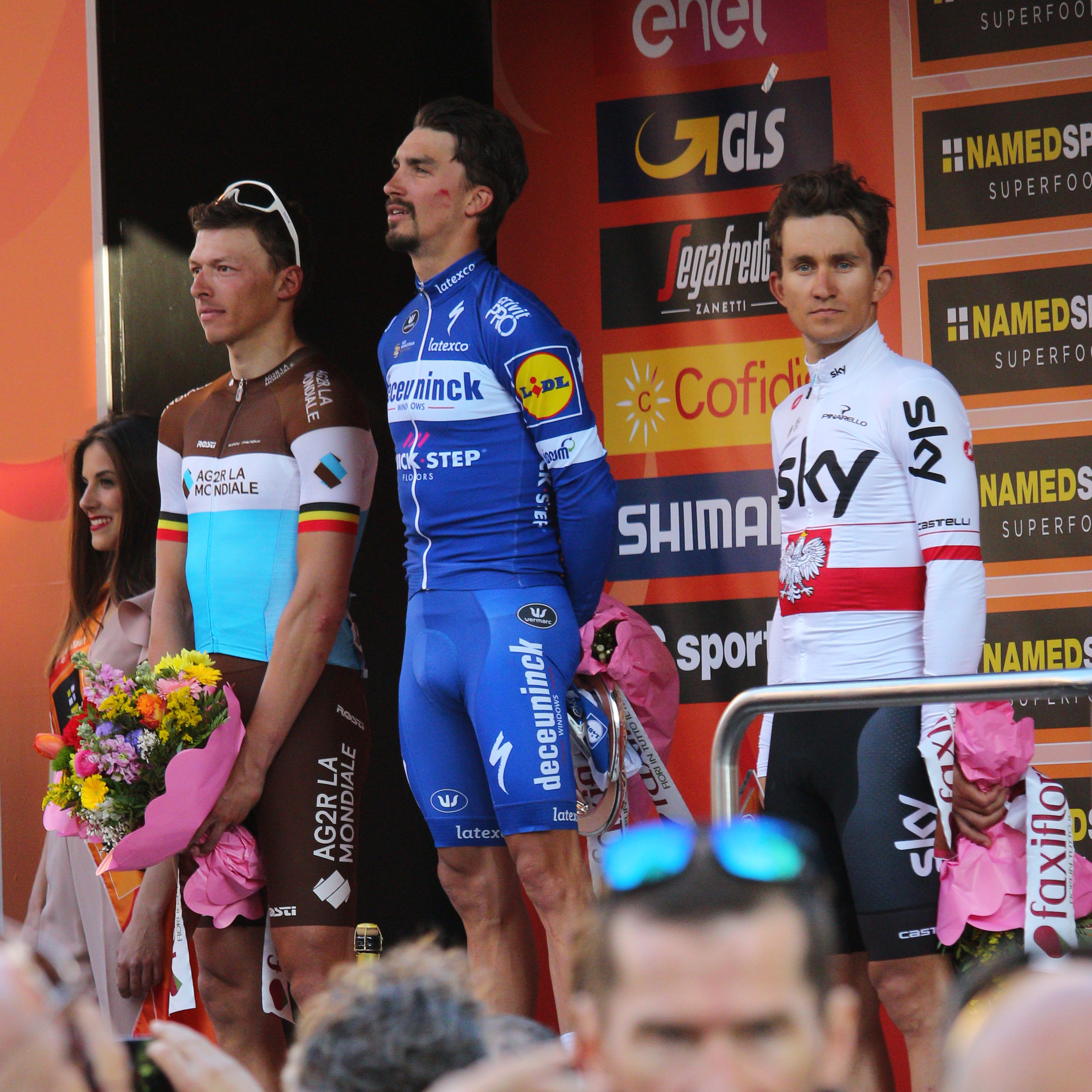
Podium wyścigu: Oliver Naesen, Julian Alaphilippe i Michał Kwiatkowski

| \| Klasyfikacja generalna \| Klasyfikacja generalna \| Klasyfikacja generalna \| Klasyfikacja generalna \| Klasyfikacja generalna \| \| Kolarz \| Kolarz \| Państwo \| Drużyna \| Czas \| \| ---------------------- \| ---------------------- \| ---------------------- \| ---------------------- \| ---------------------- \| \| 1. \| Julian Alaphilippe \| Francja \| Deceuninck-Quick Step \| 6h 40' 14" \| \| 2. \| Oliver Naesen \| Belgia \| AG2R La Mondiale \| + 0" \| \| 3. \| Michał Kwiatkowski \| Polska \| Team Sky \| + 0" \| \| 4. \| Peter Sagan \| Słowacja \| Bora-Hansgrohe \| + 0" \| \| 5. \| Matej Mohorič \| Słowenia \| Bahrain-Merida \| + 0" \| \| 6. \| Wout van Aert \| Belgia \| Team Jumbo-Visma \| + 0" \| \| 7. \| Alejandro Valverde \| Hiszpania \| Movistar Team \| + 0" \| \| 8. \| Vincenzo Nibali \| Włochy \| Bahrain-Merida \| + 0" \| \| 9. \| Simon Clarke \| Australia \| EF Education First \| + 0" \| \| 10. \| Matteo Trentin \| Włochy \| Mitchelton-Scott \| + 0" \| \| 11. \| Tom Dumoulin \| Holandia \| Team Sunweb \| + 3" \| \| 12. \| Michael Matthews \| Australia \| Team Sunweb \| + 8" \| \| 13. \| Daniel Oss \| Włochy \| Bora-Hansgrohe \| + 24" \| \| 14. \| Alexander Kristoff \| Norwegia \| UAE Team Emirates \| + 27" \| \| 15. \| Magnus Cort Nielsen \| Dania \| Astana \| + 27" \| \| 16. \| Fernando Gaviria \| Kolumbia \| UAE Team Emirates \| + 27" \| \| 17. \| Marco Haller \| Austria \| Katusha-Alpecin \| + 27" \| \| 18. \| Mike Teunissen \| Holandia \| Team Jumbo-Visma \| + 27" \| \| 19. \| Davide Ballerini \| Włochy \| Astana \| + 27" \| \| 20. \| Giacomo Nizzolo \| Włochy \| Dimension Data \| + 27" \| |                     |           |                       |            |
| |                     |           |                       |            |
| Źródło: ProCyclingStats |                     |           |                       |            |
| Klasyfikacja generalna |                     |           |                       |            |
| Kolarz | Kolarz              | Państwo   | Drużyna               | Czas       |
| 1. | Julian Alaphilippe  | Francja   | Deceuninck-Quick Step | 6h 40' 14" |
| 2. | Oliver Naesen       | Belgia    | AG2R La Mondiale      | + 0"       |
| 3. | Michał Kwiatkowski  | Polska    | Team Sky              | + 0"       |
| 4. | Peter Sagan         | Słowacja  | Bora-Hansgrohe        | + 0"       |
| 5. | Matej Mohorič       | Słowenia  | Bahrain-Merida        | + 0"       |
| 6. | Wout van Aert       | Belgia    | Team Jumbo-Visma      | + 0"       |
| 7. | Alejandro Valverde  | Hiszpania | Movistar Team         | + 0"       |
| 8. | Vincenzo Nibali     | Włochy    | Bahrain-Merida        | + 0"       |
| 9. | Simon Clarke        | Australia | EF Education First    | + 0"       |
| 10. | Matteo Trentin      | Włochy    | Mitchelton-Scott      | + 0"       |
| 11. | Tom Dumoulin        | Holandia  | Team Sunweb           | + 3"       |
| 12. | Michael Matthews    | Australia | Team Sunweb           | + 8"       |
| 13. | Daniel Oss          | Włochy    | Bora-Hansgrohe        | + 24"      |
| 14. | Alexander Kristoff  | Norwegia  | UAE Team Emirates     | + 27"      |
| 15. | Magnus Cort Nielsen | Dania     | Astana                | + 27"      |
| 16. | Fernando Gaviria    | Kolumbia  | UAE Team Emirates     | + 27"      |
| 17. | Marco Haller        | Austria   | Katusha-Alpecin       | + 27"      |
| 18. | Mike Teunissen      | Holandia  | Team Jumbo-Visma      | + 27"      |
| 19. | Davide Ballerini    | Włochy    | Astana                | + 27"      |
| 20. | Giacomo Nizzolo     | Włochy    | Dimension Data        | + 27"      |